# Renate Franz

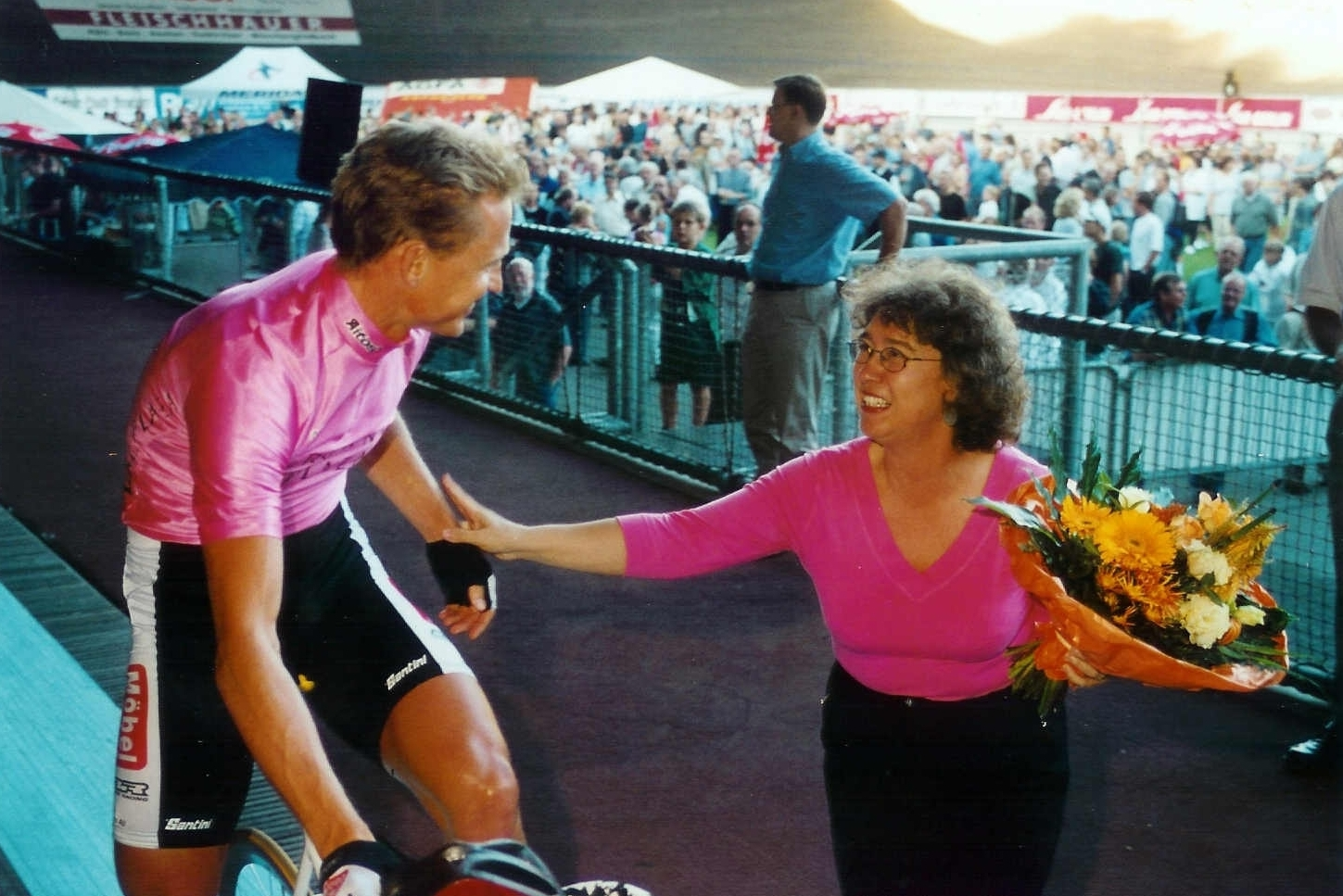
Renate Franz (Velódromo Albert-Richter, Colonia (2000))

Renate Franz, (Solingen, Alemania, 18 de noviembre de 1954) es una periodista autora alemana y wikipedista.